# Ülpenich
Ülpenich ist ein Stadtteil von Zülpich im Kreis Euskirchen, Nordrhein-Westfalen. Ortsvorsteher ist seit dem Jahr 2020 Helmut Fischer (Stand: Januar 2021).

## Lage
Ülpenich liegt am südöstlichen Ortsrand des Stadtgebietes Zülpich. Von der Kernstadt Zülpich ist Ülpenich in östlicher Richtung rund drei Kilometer entfernt gelegen. Ülpenich liegt im Rheinland und gehört zum Gebiet der Zülpicher Börde, die wiederum ein Bestandteil der Region Kölner Bucht ist. Direkte Nachbarorte von Ülpenich sind nach Osten hin Dürscheven, nach Nord-Westen hin Nemmenich, nach Westen hin Zülpich, nach Süd-Westen Lövenich und nach Süden hin Enzen. Am nordwestlichen Rand fließt der Rotbach und es erstreckt sich dort der Mühlengraben.

## Geographie
Geographisch liegt der Ort Ülpenich auf einem Plateau und hat daher an der Westseite eine durchgängige Hanglage mit unterschiedlicher Höhe. Unterhalb des Hangs befindet sich das Neubaugebiet Ülpenich-West. Der Hang selbst gilt als Naturschutzgebiet und darf nicht bebaut werden. Südlich von Ülpenich befindet sich der Schievelsberg.

## Geschichte

### Ortsname

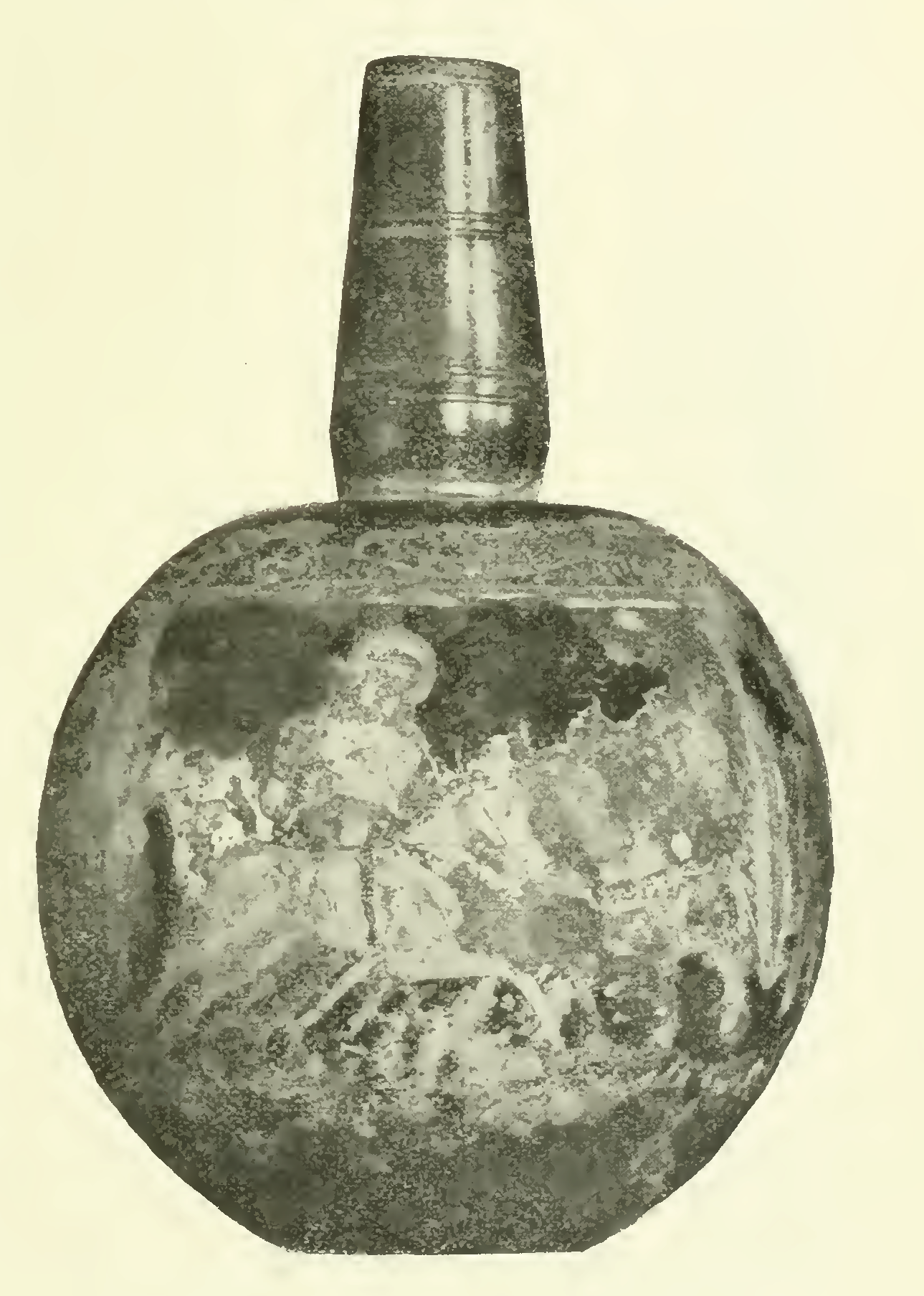
Römische Glasflasche, 2. Hälfte 3. Jahrhundert, Fundort: Gut Dürffenthal, Ülpenich

Ülpenich ist seit 1140 urkundlich belegt. Die ältesten, jeweils lateinischen Belege („in Ulpiaco“ 1140, „de Ulpech“ 1140, „de Ulpich“ 1166, „in Ulpich“ 1181, „iuxta Ulpich“ 1290) bezeugen hierbei die seit der Frühen Neuzeit außer Gebrauch gekommene Namensform Ulpiacum bzw. Ulpech, Ulpich, die in heutiger Fortsetzung Ülpich statt Ülpenich ergeben würde. Die Meinungen in der Forschung sind geteilt, ob dies die ursprüngliche Namensform war, die dann in Analogie zu Ortsnamen wie Lövenich (Lupiniacum), Zülpich (Martiniacum), Gürzenich (Curtiniacum) usw. zu der heute üblichen Form erweitert wurde, oder ob aus der heutigen Namensform ein ursprüngliches *Ulpiniacum zu erschließen ist, das lediglich zeitweise zu einer Nebenform Ulpiacum/Ulpich kontrahiert wurde.
Der Name ist in der einen wie der anderen Form jedenfalls eine für Landgüter in dieser Region typische römisch-keltische Bildung, bestehend aus dem keltischen Suffix *-ākon „Ort, Besitz“, und dem Namen einer Person, normalerweise des Besitzers, der in diesem Fall den verbreiteten Gentilnamen Ulpius trug oder aber ein vergleichsweise eher seltenerer Ulpinius war, wie er als Eponym etwa auch für Olpignac (im Gebiet von Champagnac-le-Vieux) und für Upigny (im Gebiet von Éghezée) angesetzt wird.
Der ursprünglich altrömische Ortsname Ulpiacum (lateinisch, zu deutsch „Hof des Ulpiacus“) könnte daher möglicherweise am ehesten auf einen Römer namens Ulpius zurückgehen, der oder evtl. dessen Vorfahren auf dem circa 800 m südlich von heutigen Ülpenich gelegenen Schievelsberg in einer römischen Villa oder Militärbefestigung in der Nähe der römischen Zweigstraße von Billig nach Zülpich gewohnt oder gearbeitet haben könnte. Eine am ehesten denkbare Militärbefestigung auf den Schievelsberg könnte möglicherweise wegen der von dort auch heute noch guten Aussicht in die westlich gelegene Zülpicher Ebene und die südlich beginnende Eifel bei Kommern als Späh- bzw. Frühwarnposten gedient haben. Auch ein richtiger Aussichtsturm zur potentiellen Abwehr feindlicher Angriffe auf das damalige nahe gelegene römische Militärlager mit dem Namen Tolbiacum (Zülpich) und zum Schutz der Römerstraße von Zülpich nach Billig ist denkbar.
In dem im nahegelegenen Aachener Raum befindlichen Frauenkloster der Reichsabtei Burtscheid residierte von circa 1363 bis 1390 die Abtissin Richardis von Ülpenich, deren Nachname auch als ein Hinweis auf die bereits damalige spätmittelalterliche Existenz des heutigen ebenso geschriebenen Ortsnamens Ülpenich hindeuten könnte.

### Antike

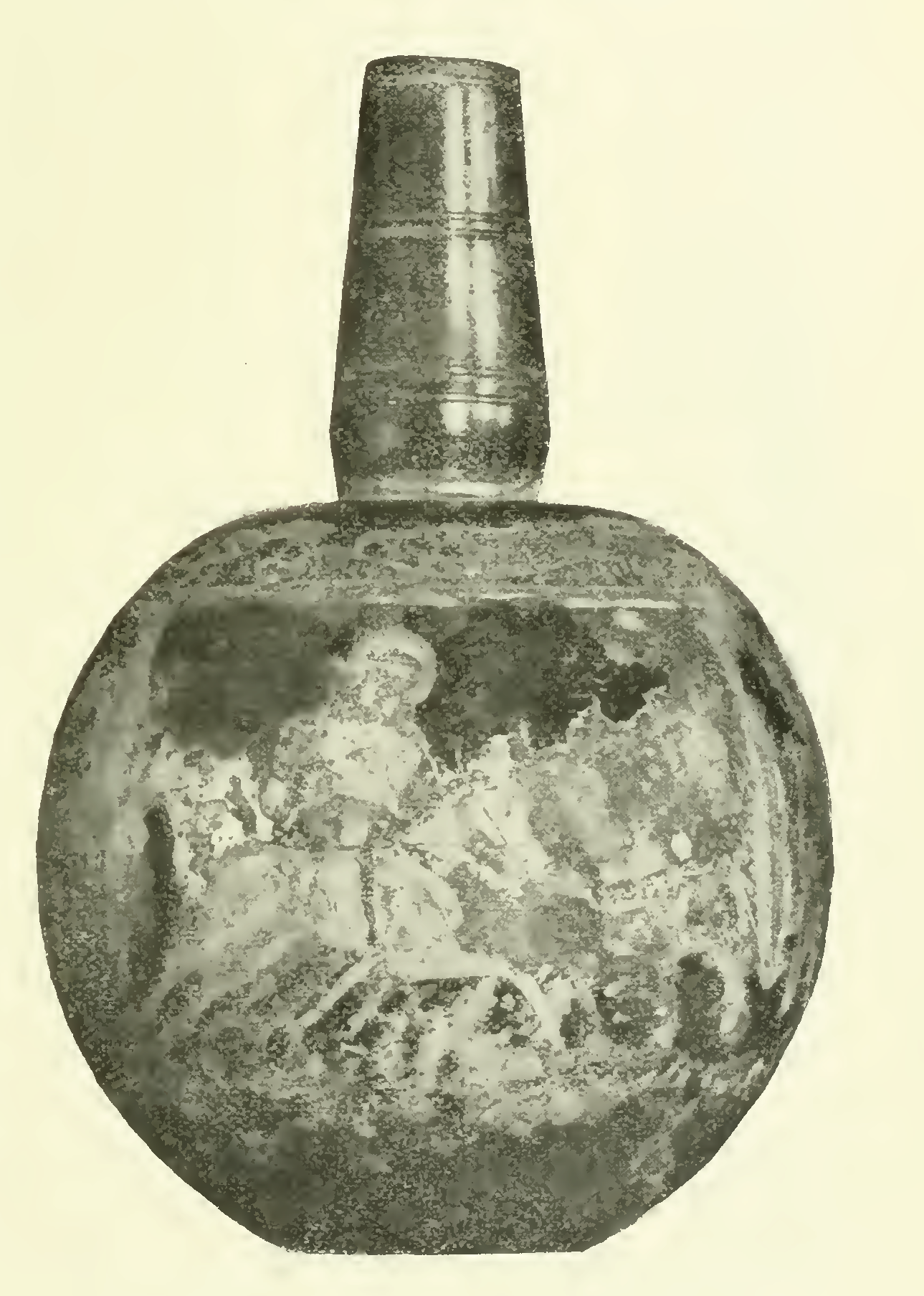
Römische Glasflasche, gefunden 1904

Der Siedlungskern von Ülpenich befindet sich in einer für römische Ansiedlungen dieser Region typischen Hanglage auf der Abbruchkante des Prallhanges oberhalb des Rotbaches und unweit der römischen Nebenstraße zwischen Billig und Zülpich, deren Verlauf dem der späteren Rheinstraße entsprach. Dass der Ort in antiker Zeit tatsächlich schon besiedelt war, wurde 1904 durch einen archäologischen Fund auf dem Gebiet von Gut Dürffenthal bestätigt, der in die zweite Hälfte des 3. Jahrhunderts n. Chr. datiert wird und offenbar als Grabbeigabe aus einer bei der Entdeckung nicht näher dokumentierten Grabstätte stammt. Dabei handelte es sich um eine Flasche aus frei geblasenem, dunkelrot durchscheinendem Glas, mit einem kugelförmigen Gefäßkörper und einem eingeschnürten, leicht geschwellten und am Ende lippenlosen Hals. Sie ist auf dem Mittelfeld der Kugel in Emailfarben mit zwei in einem Rennen befindlichen Viergespannen bemalt und weist auf der Schulter eine eingeritzte, teilweise durch Ranken übermalte Inschrift „PROVINCIA BELGIC(a)“ auf.
Eine kontinuierliche Weiternutzung des Ortes im Frühmittelalter ist demgegenüber nicht bezeugt, da die schriftlichen Erwähnungen und die archäologischen Funde aus nachantiker Zeit nicht vor das 12. Jahrhundert zurückreichen.

### Mittelalter
In dem im Süden von Ülpenich befindlichen heutigen Restwaldgebiet Schievelsberg sollen bis ins hohe Mittelalter hinein öffentliche Gerichtsverhandlungen mit der damals üblichen sofortigen Urteilsvollstreckung (u. a. auch Hinrichtungen) stattgefunden haben, was eine Urkunde aus dem Jahr 1279 belegen soll. Der mittelalterliche Name Schavegras für den heutigen Schievelsberg scheint dabei von dem altgermanischen Begriff der „Schiffelwirtschaft“ (hochdeutsch: Schafwirtschaft) abgeleitet worden zu sein. Des Weiteren besaß Ülpenich bereits im Mittelalter ein ordentliches örtliches Schöffengericht.
Die heutige Besiedlung von Ülpenich entstand in der Form eines mittelalterlichen Haufendorfes beiderseits der Verbindungsweges von Enzen nach Nemmenich (heute: Moselstraße), mit der Kapelle des Hl. Kunibert, seit 1849 Pfarrkirche, als dem ungefähren Siedlungskern. Etwa 800 m südlich befand sich der Ort des Jülicher Hochgerichts Schievelberg, dem bis 1555 außer Ülpenich die Orte Langendorf, Linzenich, Lövenich, Nemmenich, Lüssem und Rövenich unterstanden. In den Rotbachauen unterhalb der Siedlung sollen sich bis ins 16. Jahrhundert noch zwei verschiedene Burganlagen befunden haben, von denen die ältere, nicht mehr erhaltene der Stammsitz (Burg Ülpenich) eines besonders im 13./14. Jahrhundert urkundlich belegten Adelsfamilie von Ulpich gewesen sein soll, der möglicherweise auch bereits ein 1140 belegter „Iohannes de Vlpech“ zuzurechnen ist, während die jüngere, das heute noch so genannte Haus Dürffenthal, seit 1307 urkundlich belegt ist und wahrscheinlich schon im 13. Jahrhundert von den Herren von Dürffenthal, Lehnsträgern der Grafen von Jülich, gegründet wurde.
Ebenfalls dem Mittelalter zuzurechnen sein dürfte die auch heute noch ähnlich wie die bereits erwähnte Burg Ülpenich in den Rotbachauen gelegene Probst-Mühle, die heute allerdings nur noch teilweise erhalten ist und sich seit geraumer Zeit in Privatbesitz befindet. Diese der damaligen frühmittelalterlichen Propstei bzw. Abtei Zülpich gehörende Mühle liegt in Richtung Westen außerhalb von Ülpenich an der Bundesstraße 56 in nahezu direkter Nähe zum heutigen Wassersportsee Zülpich. Trotz der ebenfalls großen Nähe zum benachbarten Ort Lövenich gehört die Probst-Mühle heute samt dem darin befindlichen Unternehmen zur Futtermittelherstellung postalisch und meldetechnisch zu Ülpenich.
Im sog. geldrischen Krieg im Jahr 1559 wurde Ülpenich als Ort vollständig zerstört.

### Neuzeit

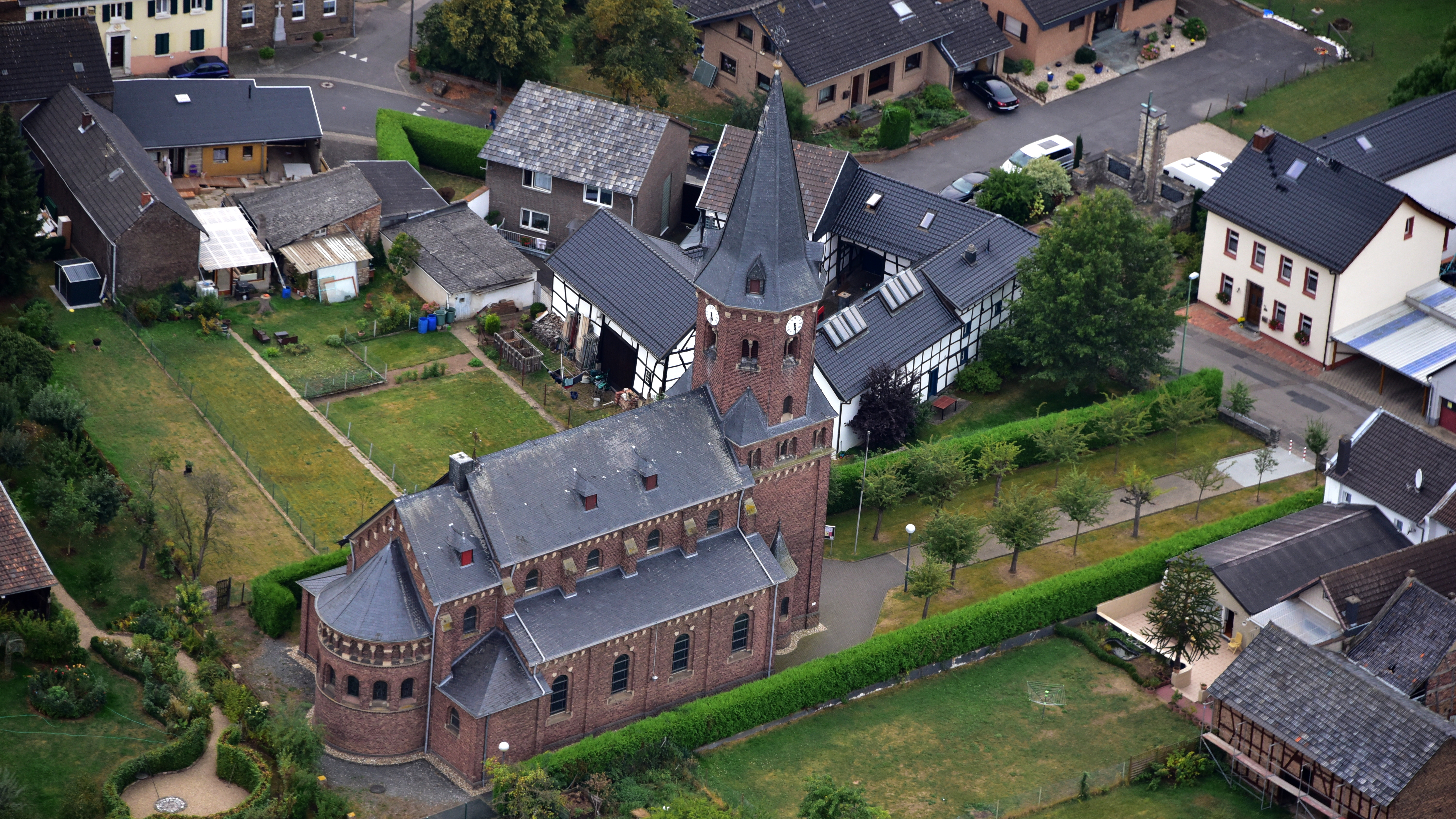
Ülpenich, St. Kunibert, Luftaufnahme (2016)

Im Jahr 1794 wird erstmals ein Lehrer in Ülpenich erwähnt, noch heute befindet sich im Ort eine städtische katholische Grundschule.
Kurz vor dem Ende des Zweiten Weltkriegs zerstörten US-amerikanische Jagdbomber am 21. Januar 1945 einen mit Munition beladenen deutschen Güterzug mit insgesamt zwölf Waggons auf der Bahnstrecke von Euskirchen nach Düren, die unmittelbar am heutigen Ülpenich vorbeiführt. Der Zug war zum Schutz im Bereich einer Bahnbrücke und der dort stehenden Bäume etwa 800 m vom heutigen Ortsmittelpunkt von Ülpenich entfernt abgestellt worden und sollte so für potentielle feindliche Angriffe nur schwer erkennbar sein. Nur die hohe Böschung rechts und links neben der Brücke verhinderte womöglich eine größere Zerstörung des Dorfes durch die sehr heftige Explosion des Zuges. Am selben Tag wurden im Rahmen einer Großoffensive der Alliierten auch einige andere Ziele in der nahen Eifel angegriffen. Mit dem 21. Januar 1945 endete auch die sog. Ardennenoffensive der deutschen Wehrmacht, die den Zusammenbruch der damaligen Truppen der deutschen Wehrmacht an der Westfront maßgeblich beschleunigte. Ob daher der Zug zur Versorgung der damaligen Verteidigungsstellungen der deutschen Westfront rund um Düren diente oder nur den Abzug von Munition von den Frontgebieten bezweckte, ist nicht weiter überliefert worden. Die Fahrtrichtung und der genaue Zweck der Zugfahrt bleibt damit bisher ungeklärt.
In der Nachkriegszeit ab dem Jahr 1945 gehörte die ehemals völlig selbstständige Gemeinde Ülpenich bis zum Jahr 1969 zum Amt Satzvey-Wachendorf-Enzen. Seit dem Inkrafttreten der kommunalen Neugliederung am 1. Juli 1969 gehört Ülpenich zur Stadt Zülpich.
Seit den 1960er Jahren ist Ülpenich stark gewachsen. Im Süden und Südwesten des Ortes wurde ein großes Neubaugebiet geschaffen, in dem sich auch die heutige Grundschule befindet. Dazu musste der bisher dort befindliche Sportplatz an dessen heutige Stelle im Osten der Ortschaft an der Rheinstraße bzw. Bundesstraße 56 verlegt werden. Des Weiteren wurde Ülpenich um weitere Straßenzüge im Osten (Pfarrer-Jägers-Straße) und Norden (Ahrstraße) nochmals großräumig über den alten Ortskern an der Moselstraße (früher Hauptstraße) hinaus erweitert.
In den 1980er Jahren wurde am nordöstlichen Ortsrand von Ülpenich in der Nähe des Sportplatzes die Zentrale der Nordeifelwerkstätten errichtet, die als eine Werkstatt für behinderte Menschen fungiert. Aufgrund von unerwartet schnellem Platzmangel folgten bereits in den Folgejahren hier mehrere Um- und Erweiterungsbauten.
Im Jahr 1995 wurde direkt neben der katholischen Grundschule ein städtischer Kindergarten mit drei Gruppen für insgesamt 75 Kinder eröffnet.
In den Jahren 1999 und 2000 wurde die in den späten 1960er Jahren erbaute Grundschule grundsaniert und erweitert. Eine bereits seit den frühen 1970er Jahren bestehende, behelfsmäßige Baracken-Erweiterungslösung wurde durch einen modernen, zweigeschossigen Anbau ersetzt. Außerdem ist seitdem der Schulhof durch eine Umzäunung abgeschlossen und wird nicht mehr von Schulbussen befahren. Infolgedessen musste eine neue Schulbushaltestelle an der Kreuzung Moselstraße/Eulenweg angelegt werden, von wo aus die Schüler nur zu Fuß die Schule in rund 100 Metern Entfernung erreichen können.
Im August 2005 begannen die Erschließungsarbeiten für das 62 Grundstücke umfassende Baugebiet „Ülpenich-West“, das die Ortschaft in Richtung des Wassersportsees Zülpich erweiterte. Das Neubaugebiet hat allerdings nur eine fußläufige direkte Anbindung an Ülpenich.
Am 2. Juni 2011 wurden bei einem durch einen technischen Defekt ausgelösten Großbrand in den Nordeifelwerkstätten mehrere große Produktions- und Lagerhallen fast vollständig zerstört- Der Wiederaufbau der zerstörten Gebäudeteile dauerte bis August 2013, im September 2013 wurden dann die erneuerten Hallen wieder in Betrieb genommen.

### Kirche

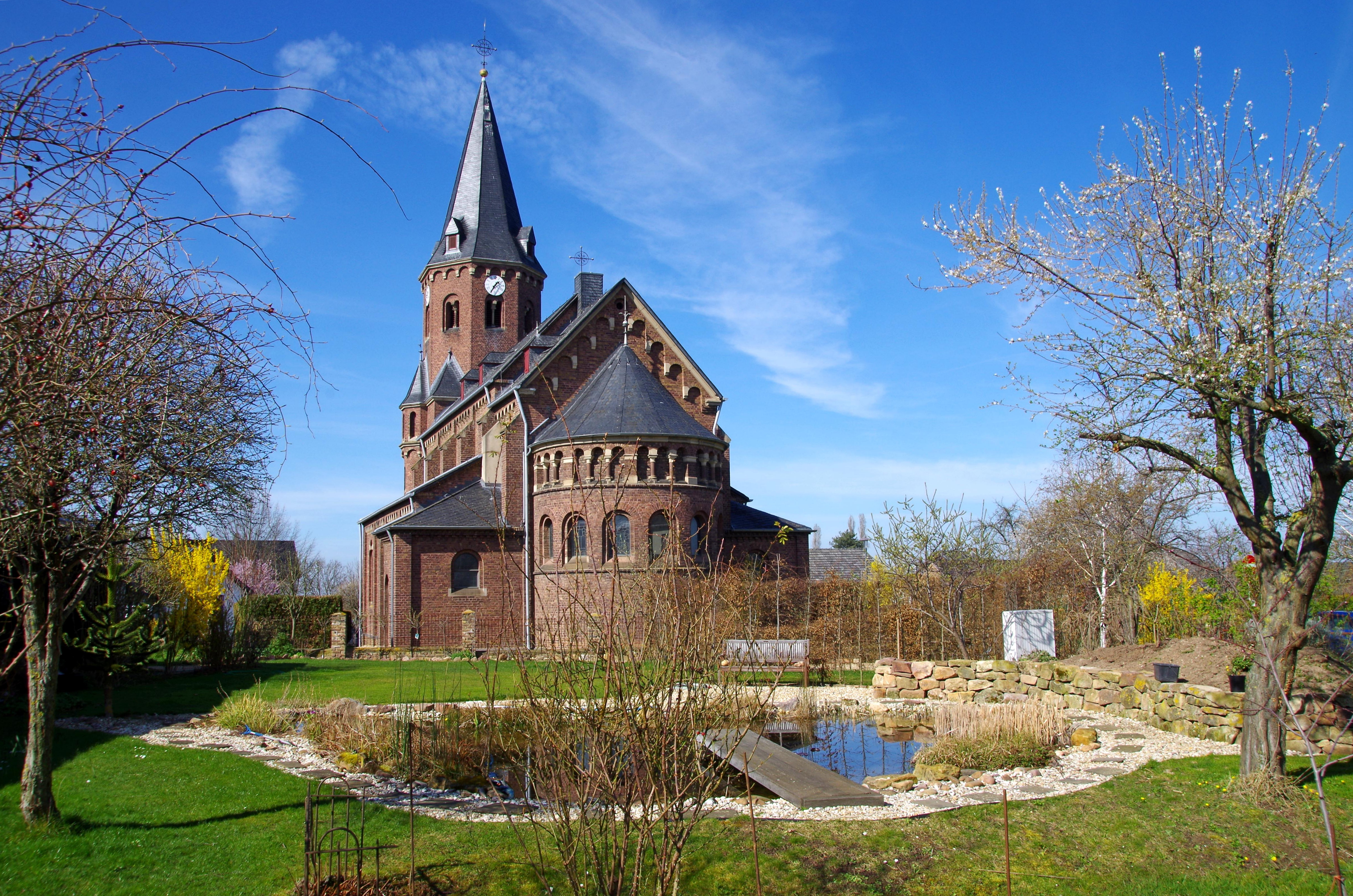
St. Kunibert von Südosten

Die dem Hl. Kunibert von Köln geweihte Kapelle entstand möglicherweise schon im 12. Jahrhundert als Hofkapelle eines örtlichen Herrenhofes und erhielt 1347 eine Schenkung der Herren von Dürffenthal, die bis zu ihrer Enteignung im Jahr 1802 Bestand hatte. Die Kapelle unterstand der Siegburger Propstei in Zülpich, als Filialkirche von deren dortiger Pfarrkirche St. Peter.
Im Jahr 1807 wurde die Kirche in Ülpenich der Pfarrei Lövenich unterstellt. Erst im Jahr 1849 wurde sie dann zur selbständigen Pfarrkirche erhoben. Ein Neubau aus dem Jahr 1701 wurde im Jahr 1903 wieder abgebrochen. Alle Kirchen vor dem Bau der heutigen Pfarrkirche sollen sich bis dahin auf dem Grundstück des heutigen Friedhofs befunden haben. Erst die neue Pfarrkirche, die in den Jahren 1891/92 nach einem Entwurf von Theodor Kremer als Basilika aus Backstein im neuromanischen Stil errichtet wurde, befand sich an der heutigen Stelle auf einem von den ortsansässigen Gutsherren-Brüdern Mauhs gestifteten Grundstück an der Moselstraße.
Nach dem Tod des damaligen Pfarrers Josef Jägers, nach dem heute auch eine Straße in Ülpenich benannt ist, wurde in den 1960er Jahren durch den Pfarrer Toni Ley der ursprünglich eher prunkvoll ausgestattete Innenraum der Kirche vollständig umgestaltet und erneuert. Dabei wurde unter anderem der aufwändig geschnitzte hölzerne Hauptaltar durch einen damals zeitgemäßen aber eher schlichten Steinaltar ersetzt. Die neue Ausgestaltung der übrigen Kirche erfolgte ebenfalls im schlichten, zeitgemäßen Stil.
Mitte der 1990er Jahre wurde durch einen Zusammenschluss der Pfarreien Ülpenich, Lövenich und Schwerfen zu einem gemeinsamen Pfarreienverband die Ansässigkeit eines eigenen Pfarrer in und für Ülpenich erstmals aufgegeben. Der für Ülpenich zuständige Pfarrer wohnte seitdem in Schwerfen.
Ein weiterer Zusammenschluss erfolgte in den 2000er Jahren noch zusätzlich mit den Gemeinden Dürscheven, Enzen und Sinzenich zum „Pfarreienverband Zülpich-Süd“ mit nunmehr insgesamt sechs Pfarreien. Seit etwa 2009 gehört Ülpenich zum neu gegründeten Pfarreienverband Zülpich mit 21 Kirchengemeinden rund um Zülpich.
Wenig später wurde auch das bisherige Dekanat Zülpich – zu dem Ülpenich gehörte – aufgelöst und durch das neu geschaffene Kreisdekanat Euskirchen ersetzt.

## Verkehrsanbindungen
Direkt durch den Ort führt die Bundesstraße 56, die sich in der Ortsmitte mit der Kreisstraße 35 trifft.
Am östlichen Ortsrand entlang verläuft die Bördebahn. Einen Haltepunkt an der Strecke hatte Ülpenich nie, der nächstgelegene Bahnhof befand sich bis zur Stilllegung 1983 in Dürscheven, seit der Wiedereröffnung 2013 ist es der Haltepunkt Nemmenich.
Der Ort liegt im Verbundraum des Verkehrsverbundes Rhein-Sieg (VRS). Der Bus der Rurtalbus-Linie 298 fährt regelmäßig über Zülpich nach Düren und nach Euskirchen. An zwei Haltestellen kann man ein- und aussteigen. Abends verkehren einzelne Fahrten des TaxiBusPlus von Zülpich nach Enzen.
| Linie | Betreiber    | Verlauf |
| ----- | ------------ | --- |
| 298   | Rurtalbus    | Düren Bf/ZOB – StadtCenter – Gneisenaustraße – Binsfeld – Rommelsheim – Bubenheim – Jakobwüllesheim – Vettweiß – Froitzheim – (Ginnick ← Embken ← Juntersdorf ←) Füssenich – Geich – Zülpich Post – (Zülpich Bf –) Zülpich Frankengraben – (Adenauerpl./Schulzentr. –) (Nemmenich –) Ülpenich – (Enzen –) Dürscheven – Elsig – Euenheim – Euskirchen Berufskolleg – Euskirchen Bf |
| 889   | RVK/Kreis EU | MiKE / AST-Verkehr: (Füssenich – Geich –) Bessenich – Zülpich Bf – Zülpich Frankengraben (→ Nemmenich → Lüssem → Ülpenich → Dürscheven → Enzen) |

## Sonstiges
Seit Ende der 1960er Jahre bis zu seinem Umzug nach Bad Münstereifel im August 1980 wohnte der aus dem rheinischen Düsseldorf stammende Sänger Heino in Ülpenich.
Der im nahe gelegenen Euskirchen geborene Fußballnationalspieler Heinz Flohe betreute einige Jahre als Trainer nebenbei auch die Fußballmannschaft des in Ülpenich ansässigen Sportvereins Turn- und Sportverein Olympia Ülpenich.
Im Ort wurde in den 1980er Jahren die Zentrale der Nordeifel-Werkstätten errichtet, die sich in der Trägerschaft des Landschaftsverbands Rheinland (LVR) befindet und die Beschäftigung und Betreuung von geistig- und mehrfachbehinderten Menschen zum Gegenstand hat. Nach einem Großbrand im Jahr 2011 wurden insbesondere auch große Teile des Verwaltungsgebäudes schwer beschädigt. Daher wurde die Zentrale im Zuge des Wiederaufbaus in Ülpenich dauerhaft in die Nähe der bisherige Zweigstelle in Euskirchen-Kuchenheim verlegt. Alleine in der nunmehr als Zweigstelle fungierenden Betriebsstätte in Ülpenich besteht aber auch nach dem Wiederaufbau und der Inbetriebnahme der vorher brandbeschädigten Gebäudeteile seit dem Jahr 2013 wieder eine Beschäftigungsmöglichkeit für etwa 400 geistig- und mehrfachbehinderte Menschen.